# Goldwind
Goldwind (uradno Goldwind Science & Technology Co., Ltd.) je kitajski izdelovalec vetrnih turbin lociran v kraju Urumči, Šindžiang, Kitajska. Je drugi največji proizvajalec turbin na Kitajskem za Sinovel-om.
Goldwind ima pisarne in ustanove po Aziji, Evropi, Severni in južni Ameriki in zaposlujejo čez 4000 delavcev. Namestili so čez 12 000 MW (12 GW) na šestih kontinentih. Goldwind raziskuje, izdeluje in trži velike vetrne turbine. Glavni produkti so 1,5 MW (PMDD) in 2,5 MW PMDD 

## Produkti
Golwindove turbine tipa PMDD - imajo permanentni magnet in direktni pogon - vetrnica je direktno vezana na generator in ni transmisijskega mehanizma
Modeli nad 1 MW
- 1.5MW z direktnim pogonom
- 2.5MW PMDD

Modeli pod 1 MW
- 600 kW
- 750 kW

Modeli v raziskovanju
- 3000 kW
- 5000 kW